# Фалера
Фалера (романш. Falera, нем. Fellers) — коммуна в Швейцарии, в кантоне Граубюнден. 
Входит в состав округа Сурсельва. Население составляет 551 человек (на 31 декабря 2006 года). Официальный код  —  3572.

## История

### Настоящее время
На сегодняшний день Фалера тесно связана с двумя деревнями: Лакс и Флимс. Большинство людей, имеющих жильё в Фалере, не живут там круглый год, а используют его в качестве загородных домов и приезжают сюда на выходные. Преобладающим языком является романшский, один из романских языков, от которого произошла разговорная латынь.
В 2006 году в Фалере была основана астрономическая обсерватория Стернуорт Мирастеилас.